# 埃斯纳·伊万·罗博阿
埃斯纳·伊万·罗博阿·巴兰塔（Eisner Iván Loboa Balanta，1987年5月17日—）是哥伦比亚职业足球运动员，曾入选哥伦比亚U-20国青队参加了2007年南美青年足球锦标赛。2011年，罗博阿于夏季二次转会以租借方式加盟上海申花，赛季结束后离队，转赴墨西哥乙级联赛效力。